# Ursula (Disney)
Pour les articles homonymes, voir Ursula.
Ursula est un personnage de fiction qui est apparu pour la première fois dans le long métrage d'animation La Petite Sirène. Elle est inspirée de la sorcière des mers du conte d'Hans Christian Andersen, La Petite Sirène, elle est la sœur du roi Triton, bannie d'Atlantica.

## Description

### Apparence
Ursula n'est pas une sirène ordinaire car sa queue de poisson est remplacée par des tentacules de pieuvre. Sa peau est d'un bleu très clair et violacé tandis que ses cheveux sont blancs et gris.
- Le corps obèse d'Ursula s'achève par de gigantesques tentacules noirs au-dessus et violets en dessous. (En raison du manque de budget et des difficultés qu'impliquaient la coordination de huit tentacules, Ursula n'en a que six[1].) Ses cheveux sont blancs[2].
- L'apparence d'Ursula fut inspirée par celle de la drag queen Divine.
- Ursula fut en partie inspirée par Médusa, méchante du film Les Aventures de Bernard et Bianca : elles se ressemblent par le phrasé, la façon de se mouvoir et le choix des séides[1].
- Lors de la planification du film, Ursula n'a pas été initialement conçue comme une Cecaelia. On avait imaginé qu'elle serait une autre créature marine, une sorte de roche-sirène[3]. Mais l'équipe de production vit un documentaire sur les pieuvres et décida que la multiplicité de leurs membres ainsi que leur aspect imposant seraient parfaits pour servir le personnage qu'ils avaient créé.
- Selon l'actrice Rene Scott Sherie, qui a joué le rôle d'Ursula dans la comédie musicale de Broadway, le personnage antagoniste du film du parolier Howard Ashman fut inspiré par Divine et Joan Collins[4].

### Personnalité
Dans le conte original La Petite Sirène de Hans Christian Andersen, la sorcière des mers est un personnage secondaire et plutôt neutre. Toutefois, dans l'adaptation de Disney, le personnage a été modifié en une véritable antagoniste et joue un rôle bien plus prépondérant dans le film de Disney que dans le conte original.
Ursula propose aux pauvres âmes en détresse de réaliser ce qu'elles souhaitent grâce à ses connaissances en matière de magie. Cependant, en échange de ses services, elle exige toujours un paiement et ne tolère aucun retard ou report en cette matière. Contrairement à ce qu'elle laisse entendre à ses victimes, Ursula n'a aucune intention de répandre le bien autour d'elle. En excellente spécialiste de la manipulation, elle use et abuse des naïfs qui commettent l'erreur de lui faire confiance pour qu'ils servent ses propres intérêts. Ambitieuse et rancunière, elle est également une experte en dissimulation, capable de cacher ses réelles motivations jusqu'au parachèvement de ses mauvais desseins. Implacable, impitoyable, mais aussi très intelligente et astucieuse, Ursula sait adapter ses plans aux situations. Il est difficile de déterminer si la Sorcière des Mers trouve plus de plaisir à remporter la partie qu'à plonger ses adversaires dans la confusion. Elle possède deux séides, des murènes, répondant aux noms de Flotsam et Jetsam. Ces créatures lui obéissent au doigt et à l’œil.

## Différentes versions

### La Petite Sirène (1989)
Lorsque l'on rencontre Ursula pour la première fois, elle espionne depuis sa tanière la princesse Ariel. Dans le monologue qu’elle fait ensuite, elle explique qu'elle a jadis vécu dans le palais royal du père d'Ariel, le Roi Triton, le souverain des océans et le roi de la ville d'Atlantica. Ursula raconte qu'elle a été chassée. Le film n'exprime pas de manière explicite qu'elle est en réalité la sœur du roi Triton (cette information est disponible dans la collection officielle de bandes-dessinées "The Little Mermaid, a Disney comics limited series", ainsi que dans les bonus de l'édition collector du DVD sorti en 2006 et dans le livre de Serena Valention "Pauvre Âme en Perdition"). Elle demeure désormais dans le squelette d'une gigantesque créature, où elle rumine contre son bannissement et songe à se venger de Triton en le détrônant et en s'emparant de son trident, symbole et source de son pouvoir sur la mer.
L'entrée de l'antre d’Ursula  est bordée d'un jardin de polypes se lamentant. Ces polypes sont en fait d’anciens hommes et femmes sirènes qui eurent l'imprudence de demander à Ursula de les aider à réaliser leurs désirs. N'ayant pas respecté leur part du marché, la Sorcière les a tout bonnement transformés en hideux polypes qu'elle a placés dans son entrée, où ils forment une sorte de jardin et n'hésitent pas à se saisir des visiteurs qui passent à proximité. Dans le conte d'Andersen, le jardin de polypes appartient à des fées, gardiennes de la maison de la sorcière des mers.
Ursula trouve un moyen de se venger de Triton lorsqu'elle découvre qu'Ariel, la cadette des filles du roi, est tombée amoureuse d'un humain, le prince Eric. Contre les règles explicites de son père, Ariel a en effet osé monter jusqu'à la surface et s'approcher d'un navire des hommes. Bien décidée à utiliser l'amour de la princesse à son avantage, la Sorcière confie à Flotsam et Jetsam la mission d'attirer Ariel jusqu'à elle. Peu après une violente dispute entre elle et son père, Ariel reçoit la visite des murènes qui lui laissent entendre que seule Ursula peut l'aider à rejoindre l'homme qu'elle aime. La princesse suit les deux créatures jusqu'à la tanière de la Sorcière. Par l'intermédiaire de la chanson Pauvres âmes en perdition, Ursula propose un contrat à Ariel : elle dotera cette dernière d'une apparence humaine et disposera de trois jours pour recevoir un véritable baiser d'amour du prince Eric. Si elle échoue, Ariel redeviendra sirène et appartiendra à Ursula pour toujours. Comme prix de la transformation, Ursula exige encore la voix d'Ariel qu'elle enferme dans le coquillage magique qu'elle porte autour de son cou. D'abord intimidée, Ariel signe finalement le contrat magique. Elle y perd sa voix mais y gagne une paire de jambes. Dans le conte, la sorcière prend la voix de la petite sirène en lui coupant la langue. Elle transforme ensuite sa queue en jambes grâce à une potion magique, qui est bue sur la terre ferme.
Contrairement à ce qu'avait supposé Ursula, Ariel s'en sort assez bien et parvient presque à recevoir un baiser d'Eric. Heureusement, Flotsam et Jetsam interviennent à temps. Ursula décide donc d'intervenir elle-même : elle se transforme en une belle jeune femme, Vanessa, et prend la voix d'Ariel. Sous cette apparence, elle sabote la relation entre la princesse et Eric en ensorcelant ce dernier. Lorsque Ursula est transformée en Vanessa, elle est interprétée par Jodi Benson, qui prête également sa voix à Ariel. Le concept de la belle rivale aux cheveux sombres est un autre point adapté et modifié du conte original.
Grâce à la voix d'Ariel, Vanessa envoûte Eric qui décide de l'épouser, au détriment d'Ariel. Cependant, cette dernière découvre la véritable identité de sa rivale et, avec ses amis animaux, elle empêche le mariage. Alors que les bêtes sèment la zizanie pendant la cérémonie, le coquillage magique d'Ursula est brisé et, sa voix étant ainsi libérée, Ariel retrouve l'usage de la parole. Du même coup, le charme qui hypnotisait Eric est également rompu.
Toutefois, le soleil se couche, marquant la fin du troisième jour accordé à Ariel par le contrat d'Ursula pour se faire embrasser. Et le jour s'achève avant qu'Eric n'ait embrassé la princesse. Celle-ci redevient donc sirène et appartient à la Sorcière des Mers qui, après avoir repris sa propre apparence, la ramène avec elle sous l'eau. Elles tombent alors sur le Roi Triton qui signe un second contrat avec Ursula pour tirer sa fille des griffes de la Sorcière. Laquelle s'empare ensuite du trident et de la couronne du roi, changé en polype. Ces deux attributs font d'elle la souveraine de tous les océans. Mais Eric intervient et la blesse avec un harpon. Ursula lance sur lui Flotsam et Jetsam, qui sont détruits par la faute d'Ariel. Furieuse, Ursula grandit jusqu'à atteindre une taille démesurée et provoque ensuite une terrible tempête. Elle génère un puissant tourbillon, si fort qu'il entraîne des fonds marins vers la surface de vieilles épaves. Ursula tente de détruire Ariel, mais elle est elle-même tuée par Eric, qui l'empale avec un épieu qui se trouve à la proue de l'une des épaves. 
Quand Ursula meurt, tous les ondins qui ont été emprisonnés par son pouvoir, y compris Triton, sont libérés de leurs obligations.

#### Interprètes
- Voix originale : Pat Carroll
- Voix allemande : Beate Hasenau
- Voix danoise : Kirsten Rolffes
- Voix espagnole latino-américaine : Serena Olvido
- Voix espagnole d'Espagne : Mathilde Conesa (dialogue) et Helene Quiroga (chant)
- Voix française : Micheline Dax
- Voix finnoise : Ulla Tapinien
- Voix grecque : Despina Kontoudi (1989) ; Vilma Tzakiri (dialogue) et Manouéla Moustakopoúlou (chant) (1999)
- Voix hébraïque : Rachel Atlas
- Voix hongroise : Schubert Éva
- Voix italienne : Sonia Scotti
- Voix japonaise : Ewen Brigant
- Voix néerlandaise : Nelly Frijda
- Voix norvégienne : Anne Grete Preus
- Voix polonaise : Stanisława Celińska
- Voix portugaise : Zezé Motta (Brésil) ; Cucha Cavaleiro (dialogue) et Xuxu (chant) (Portugal)
- Voix québécoise : Élizabeth Chouvalidzé
- Melissa McCarthy dans le film en prises de vues réelles La Petite Sirène

#### Chanson interprétées par Ursula
- Pauvres âmes en perdition (Poor Unfortunate Souls ou Pauvres petites âmes en peine au Québec)

#### Phrases cultes
- Lors de sa première apparition (le texte est celui du premier doublage français) : « C'est ça, rentre vite ma princesse, il ne faudrait pas manquer la fête de ton bon vieux papa ! Ah ! Belle fête en vérité ! Oh, bah ! De mon temps, c'est vrai qu'on savait s'amuser, à l'époque où moi je vivais au palais ! (Slirp, slirp !) Et aujourd'hui, regardez-moi, répudiée comme une vulgaire courtisane, bannie de tout, exilée au bord de la famine pendant que lui et ses misérables poissons galeux font la fête ! Oh, qu'ils en profitent, les scélérats, je vais bientôt leur jouer un tour à ma façon ! Flotsam, Jetsam ! Surveillez-moi de très, très près la petite fille chérie de ce vieux fou ! C'est elle peut-être bien qui sera l'instrument de la chute du Roi ! »[5]

### Descendants
- Dans Descendants 2, China Anne McClain joue la fille d' Ursula, Uma.
- La seule apparition d' Ursula dans le film de Kenny Ortega, est un tentacule qui apparait après la chanson devenue culte de Uma, What's My name.
- Dans Descendants 2 et 3, Uma, sa fille se transforme en pieuvre ce qui nous montre bien le lien de famille.

### Série télévisée
Ursula apparaît également comme un personnage de la série télévisée La Petite Sirène. On la retrouve dans certains épisodes où elle manigance différents plans contre le Roi Triton, mais tous échouent. Dans les deux premiers épisodes, l'interaction entre Ariel et Ursula est maintenue au minimum, mais, à la fin de la série, Ariel et Ursula se retrouvent plus directement face à face.

### Comédie musicale
Dans l'adaptation musicale, Ursula est incarnée par Sherie Renee Scott et elle est présentée comme la sœur du Roi Triton. Il est révélé dans la chanson I Want The Good Times Back (« Je veux que le bon temps revienne ») que, lors de la mort de leur père, Triton et Ursula ont hérité d’une part égale de la mer ainsi des deux attributs magiques du défunt : le trident pour Triton et le coquillage magique pour Ursula. Bien que devant chacun respecter certaines règles pour diriger ensemble les mers, Ursula, par sa cupidité et l'emploi de la magie noire, rêve de gouverner seule. Sa mauvaise attitude et ses abus de pouvoir lui ont valu d'être bannie d'Atlantica. Dans le spectacle, c'est la vengeance qui la pousse à utiliser Ariel contre son frère.
Contrairement au film de Disney de 1989, Ursula n'est pas obèse et ses tentacules sont dans des tons verdâtres. Sa transformation en jeune fille a été entièrement enlevée. Dans le final du show, Ursula est tuée par Ariel, et non par Eric, quand la jeune sirène détruit le coquillage magique.
En plus de la chanson Poor Unfortunate Souls, issue du dessin animé, et la reprise de cette même chanson dans laquelle elle négocie le contrat avec Ariel, Ursula interprète I Want Good Times Back, dans laquelle elle se remémore son glorieux et luxueux passé, ainsi qu'une reprise de la même chanson, où elle anticipe le coucher de soleil du troisième jour. (Voir : (en) Site officiel de The Little Mermaid (musical).)

## Caractéristiques particulières
- Pat Carroll, interprète originale d’Ursula, a envisagé le personnage comme étant en partie, « un personnage shakespearien », avec tout le talent, la théâtralité et le flamboiement. Carroll, qui est une contralto, a délibérément aggravé sa voix pour le rôle[1].
- Dans le Platinum DVD sorti en 2006, certaines scènes supprimées révèlent l'idée qu'Ursula serait la sœur de Triton, ce qui ferait d'elle la tante d'Ariel. On retrouve cette idée dans la comédie musicale de Broadway, ainsi que dans le livre de Serena Valentino "Pauvre Âme en Perdition".
- Dans les deux premières bandes dessinées La Petite Sirène, Ursula apparaît brièvement en train de négocier avec une sorte d'hommes-anguille afin d'acheter la carcasse d'un Léviathan qu’elle convertira ensuite en maison (vue dans le film de 1989).
- La Petite Sirène fait ses débuts dans Fantasmic! quelques années après l’ouverture de l'attraction (1992) dans le parc de Californie. Ursula apparaît dans la scène finale quand elle invoque les pouvoirs de la mer afin de détruire Mickey Mouse, même si elle est finalement battue. À l’origine, Ursula flottait sur l'eau, mais actuellement le personnage est présenté uniquement par le biais d'animation projetés sur écrans[7].
- Sur le contrat qu'Ursula fait signer à Ariel, on peut lire : « I hereby grant unto Ursula, the witch of the sea…, one voice, in exchange for byon once high, Dinu*gihn thon Mueo serr on Puur-qurr I rehd moisn petn r m uenre urpti m srerp monk guaki, Ch rich noy ri imm ro mund for all eternity. Signed… » Il comporte également un « hidden Mickey[8] ».
- Dans la version française, le nom officiel de la chanson Poor Unfornate Souls est Pauvres âmes Infortunées alors que la chanson en elle-même utilise l'expression Pauvres âmes en Perdition[8].
- Une marionnette d’Ursula, également exprimée par Carroll, apparaît à l'extrémité du char de La Petite Sirène dans la Walt Disney's Parade of Dreams à Disneyland[9].
- Ursula est un personnage central dans le défilé annuel sur le thème d'Halloween, le spectacle de feux d'artifice Happy HalloWishes au Magic Kingdom de Walt Disney World Resort, cet événement est présidé avec la présence de Jafar, Oogie Boogie et Maléfique[10].